# Modruška tajgová
Modruška tajgová (Tarsiger cyanurus) je malý pěvec z čeledi lejskovitých. 

## Popis
Samec je nezaměnitelný – svrchu šedomodrý, s oranžovými boky a bílou spodinou. Samice a mladí ptáci jsou shora hnědí a zespodu bělaví, s modrou svrchní stranou ocasu a oranžovými boky. Nápadná je také šedá hruď a tváře v kombinaci s bílou bradou a kroužkem kolem oka. Hnízdí v severní Asii na západ po východní Finsko, zimuje v jihovýchodní Asii. Do západní Evropy zaletuje jen vzácně. V říjnu 2007 byla poprvé zjištěna také na území České republiky (u Volenic).

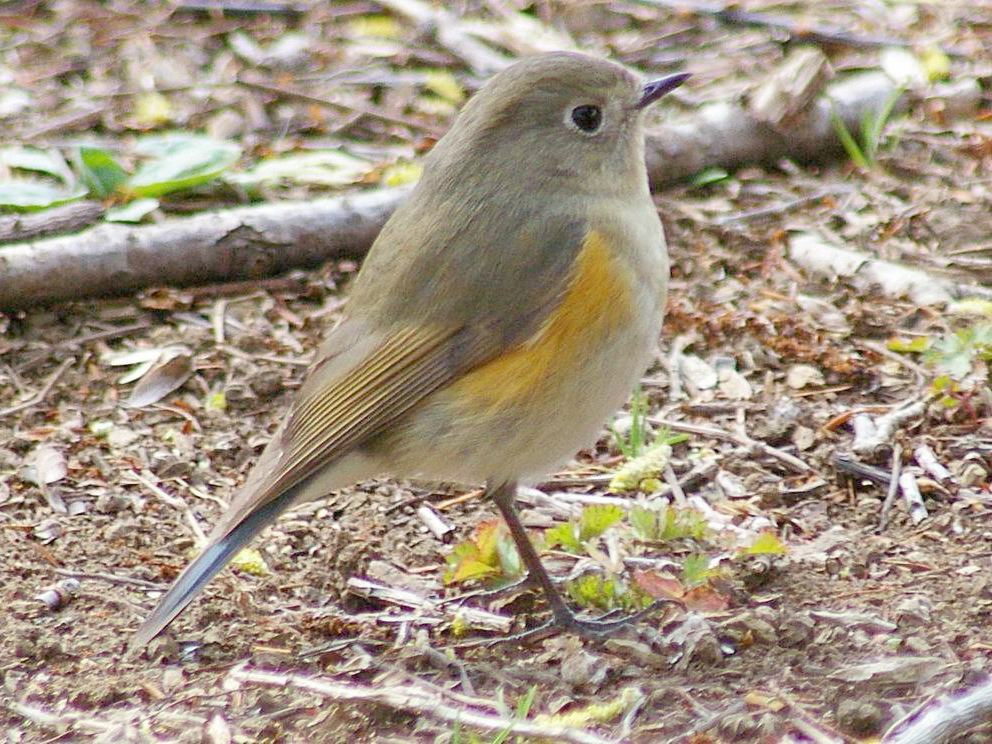
Samice modrušky tajgové